# Football Club Rieti 2006-2007
Questa voce raccoglie le informazioni riguardanti il Football Club Rieti nelle competizioni ufficiali della stagione 2006-2007.

## Rosa
| N. |                   | Ruolo | Calciatore          |
| -- | ----------------- | ----- | ------------------- |
|    | Italia (bandiera) | C     | Fabrizio Antonini   |
|    | Italia (bandiera) | D     | Antonio Balzano     |
|    | Italia (bandiera) | C     | Cristian Cacciatore |
|    | Italia (bandiera) | A     | Gasperino Cinelli   |
|    | Italia (bandiera) | D     | Andrea D'Agostino   |
|    | Italia (bandiera) | D     | Nicola Di Francia   |
|    | Italia (bandiera) | D     | Matteo Dionisi      |
|    | Italia (bandiera) | C     | Alessio Ferrazza    |
|    | Italia (bandiera) | D     | Simone Frasca       |
|    | Italia (bandiera) | C     | Federico Gentile    |
|    | Italia (bandiera) | P     | Federico Groppioni  |
|    | Italia (bandiera) | C     | Christian Ippoliti  |
|    | Italia (bandiera) | C     | Nicola Lai          |
|    | Italia (bandiera) | C     | Matteo Laurato      |

| N. |                    | Ruolo | Calciatore           |
| -- | ------------------ | ----- | -------------------- |
|    | Canada (bandiera)  | A     | Andrea Lombardo      |
|    | Italia (bandiera)  | A     | Luca Magnani         |
|    | Italia (bandiera)  | P     | Michele Mangiapelo   |
|    | Italia (bandiera)  | C     | Simone Mazzei        |
|    | Italia (bandiera)  | C     | Fabrizio Melara      |
|    | Italia (bandiera)  | D     | Stefano Mundula      |
|    | Italia (bandiera)  | C     | Alessandro Onesti    |
|    | Italia (bandiera)  | C     | Emiliano Pentrella   |
|    | Italia (bandiera)  | C     | Diego Petrongari     |
|    | Italia (bandiera)  | C     | Stefano Pezzotti     |
|    | Italia (bandiera)  | C     | Omar Rivolta         |
|    | Cile (bandiera)    | A     | Mauricio Sanguinetti |
|    | Brasile (bandiera) | A     | Sergio Cruz          |
|    | Italia (bandiera)  | A     | Keivan Zarineh       |